# إدمان (محافظة بدر)
إدمان حي من احياء محافظة بدر في منطقة المدينة المنورة في السعودية، تقع غرب المدينة المنورة